# Hayli Gubbi
Hayli Gubbi és un volcà en escut d'Etiòpia. Es troba a la Regió Àfar. El seu cim s'eleva a 493 msnm. És el volcà més meridional de la serralada Erta Ale. Processos tectònics recents ha creat un graben, ocupat per un con d'escòria amb un cràter de 200 metres d'ample que mostra important activitat fumaròlica.